# Пурчеллер, Людвиг
Людвиг Пурчеллер (Ludwig Purtscheller; 6 октября 1849, Инсбрук — 3 марта 1900, Берн) — австрийский альпинист и естествоиспытатель.

## Биография
С 1874 года посвятил себя исследованию области австрийских и швейцарских Альп, сделав за 25 лет до 1,5 тыс. восхождений, среди которых до 40 выше 4000 м высотой. В 1889 году он с Гансом Мейером поднимался на Килиманджаро. В 1891 году вместе с Готфридом Мерцбахером исследовал Кавказский хребет. Умер после падения при восхождении на г. Дрю из группы Монблана. Главные труды: «Die Salzburger Kalkalpen», «Die Stubaier Gruppe» в «Die Erschliessung der Ostalpen» Гесса (Б. и Мюнхен, 1893—94), «Ueber Fels und Firn» (Мюнхен, 1901) и др.